# Therese Grob

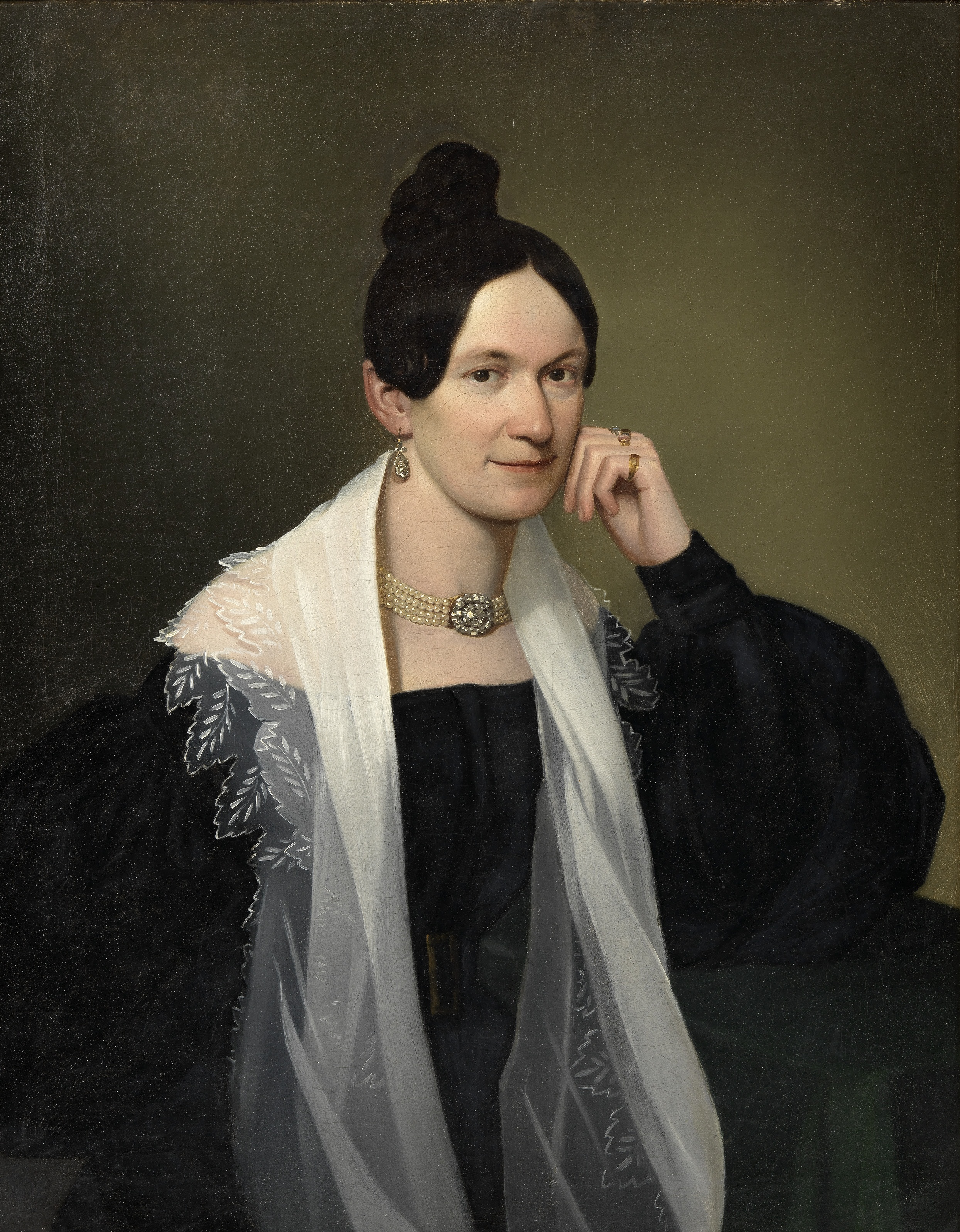
Heinrich Hollpein: Therese Grob, Gemälde (nach 1830) Ausschnitt

Therese Grob (* 16. November 1798 in Wien; † 17. März 1875 ebenda) war eine österreichische Amateursängerin und angeblich die erste Liebe des Komponisten Franz Schubert.

## Leben
Sie war die Tochter des (um jene Zeit 1814 schon verstorbenen) Heinrich Grob und seiner Frau Therese, welche in Lichtenthal ein Seidenwarengeschäft besaß. Schubert fühlte sich angezogen durch die schöne Stimme des Mädchens Therese und das musikalische Talent ihres Bruders Heinrich, der Violoncello und besonders gut Klavier spielte.
Therese Grob sang als 16-Jährige das Sopransolo bei der Uraufführung von Schuberts Messe Nr. 1 F-Dur D 105 unter der Leitung des Komponisten in der Lichtenthaler Pfarrkirche. Auch bei den ersten Aufführungen der G-, B- und C-Dur Messe wirkte sie mit.
Nicht ein einziger Liebesbrief von Schubert an sie ist überliefert. Was man über seine Beziehungen zu ihr zu wissen meint, sind bloße Vermutungen.
In seinen Erinnerungen schreibt Anselm Hüttenbrenner:

„Von der Zeit an, als ich Schubert kennenlernte, hatte er nicht die mindeste Herzensangelegenheit. Er war gegen das schöne Geschlecht ein trockener Patron, daher nichts weniger als galant. Er vernachlässigte seinen Anzug, besonders die Zähne, roch stark nach Tabak, war sonach zu einem Kurmacher gar nicht qualifiziert und auch nicht salonfähig, wie man sagt.
Doch hatte er nach seiner Aussage, ehe er mich kennenlernte, sein Auge auf eine Lehrerstochter vom Lande geworfen, die ihm auch zugetan gewesen sein soll. Sie gewann sein Herz dadurch, daß sie ein Sopransolo aus einer Messe von Schubert so brav gesungen hat. Wie ihr Vater hieß und wo er lebte, ist mir entfallen. - Das Mädchen konnte Schubert nicht heiraten, weil er damals zu jung, ohne Geld und Anstellung war. Sie soll dann gegen ihre Neigung sich dem Willen ihres Vaters gefügt und einen anderen geehlicht haben, der sie versorgen konnte.
Er hatte von jener Zeit an, als er seine Liebste für immer verloren sah, eine vorherrschende Antipathie gegen die Töchter der Eva.“

Auch wenn die Freunde viele Jahre nach seinem Tod von heimlichen Liebesgeschichten berichten, dürfte der Kontakt zu seiner Jugendfreundin Therese Grob rein freundschaftlich gewesen sein.
Therese Grob heiratete später den Bäckermeister Johann Bergmann.

## Filmographie
- Seine einzige Liebe, Spielfilm, 1947, Regie: Emmerich Hanus, Franz Böheim als Franz Schubert. Klaramaria Skala als Therese Grob.